# Saltus-Werk Max Forst
Die Saltus-Werk Max Forst GmbH  (kurz SALTUS) war ein Unternehmen mit Sitz in Solingen, das Handwerkzeuge, auslösende Drehmomentschlüssel, elektronische Drehmomentschlüssel und Sonderwerkzeug herstellte.

## Geschichte

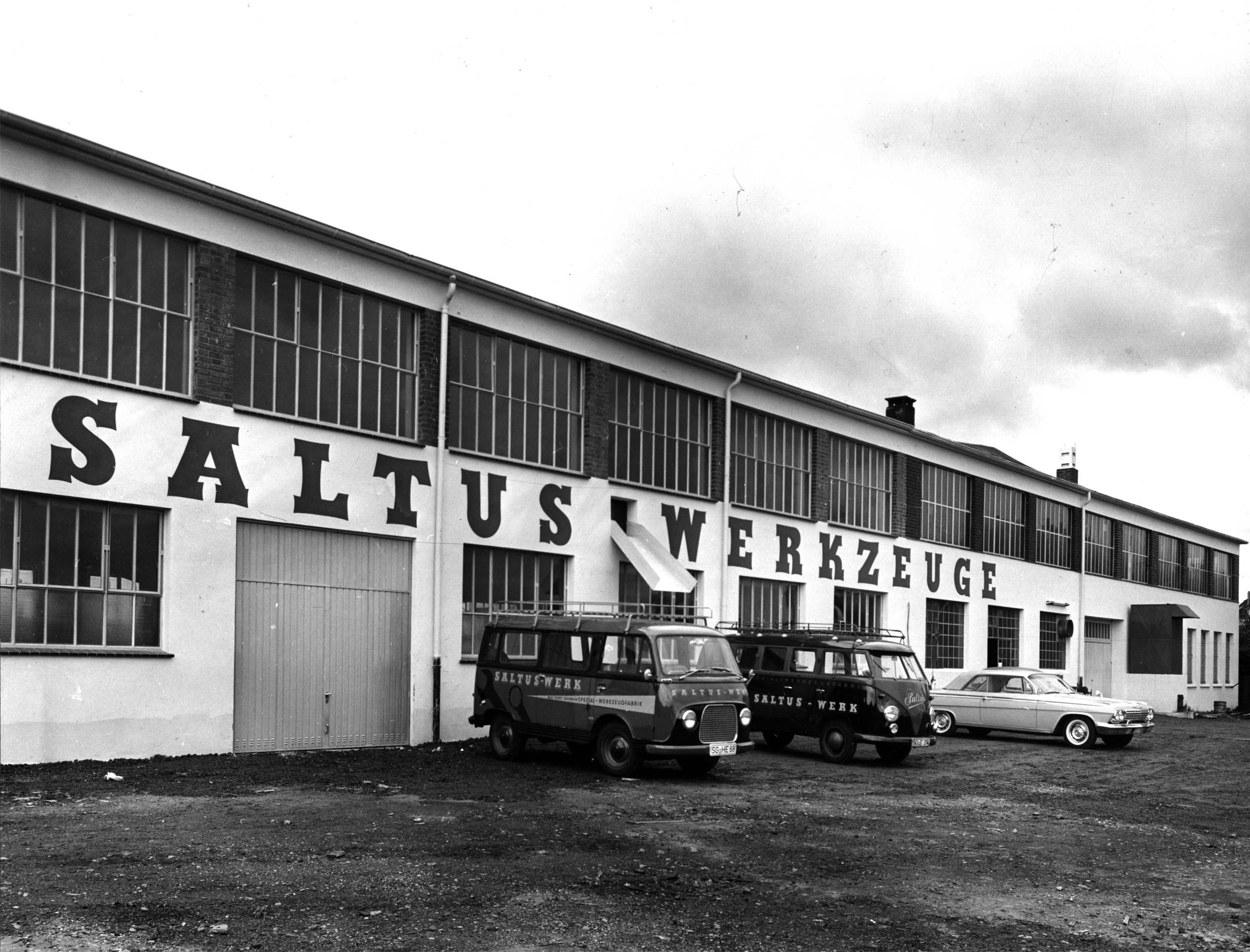
Saltus Werkzeugfabrik

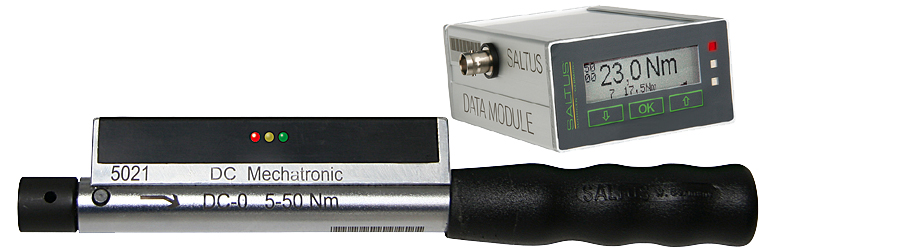
Mechatronischer Drehmomentschlüssel

Im Jahre 1919, also kurz nach dem Ersten Weltkrieg, gründete Max Forst in Solingen eine Metallwarenfabrik mit Schwerpunkt auf der Herstellung warmverformter Metallteile und Werkzeuge. 1931 erfolgte die Umbenennung in Max Forst Werkzeugfabrik. Seinen ersten selbstauslösenden Drehmomentschlüssel der Welt meldete das Unternehmen 1938 zum Patent an. Wenig später (1939) folgte der Drehmomentschrauber.
Nach dem Zweiten Weltkrieg setzte die Produktion schnell wieder ein. 1949 erfolgte die Patentierung einer Ringknarre mit auswechselbaren Einsätzen. Im Jahre 1957 firmierte die Max Forst Werkzeugfabrik in die Saltus-Werk Max Forst KG um. 1987 kam es zur Entwicklung eines vollelektronischen Drehmomentschlüssel, der erstmals Verschraubungswerte zur Anzeige bringt, abspeichert, auswertet und dokumentiert. EKDS, ein elektronischer Drehmomentschlüssel mit besonderer Eignung für den schnellen Produktionsbetrieb, wurde 1992 international patentiert. 1995 meldete Saltus den ersten elektronischen Drehmomentschlüssel mit referenzarmloser Winkelmessung zur internationalen Patentierung an.
Im Jahre 1997 wurde die Saltus-Werk Max Forst GmbH hundertprozentige Tochter der Saltus Technology AG. Sie meldete 2004 ihren ersten mechatronischen Drehmomentschlüssel (mechanische Auslösung mit Funkübertragung) zum Patent an. 2008 wurde das Unternehmen, nach der Insolvenz der Saltus AG, wieder eigenständig. 2010 erfolgt die Markteinführung des weltweit ersten auslösenden Drehmomentschlüssels mit Drehmoment- und Drehwinkel-Dokumentation sowie die Akkreditierung nach ISO/IEC 17025:2005 durch die DAkkS (ehemals DKD) am 1. Juli 2010.
Im Jahre 2012 wurde die Saltus-Werk Max Forst GmbH 100% Tochter des internationalen Atlas-Copco-Konzerns, der den aktiven Geschäftsbetrieb wegen Unrentabilität zum 1. April 2018 aufgegeben hat.
Der Name „Saltus“ wird weiter als Name für Verschraubungswerkzeuge aus dem Hause Atlas Copco verwendet, diese werden allerdings nicht mehr in Solingen produziert.

## Profil
Das Unternehmen beschäftigte am Ende etwa 100 Mitarbeiter. Durch zahlreiche Patentanmeldungen für Drehmomentschlüssel entwickelte sich die Saltus Werk Max Forst GmbH zu einem Spezialbetrieb für Verschraubungen. Die Schwerpunkte liegen sowohl im Bereich dokumentierte Verschraubungen wie auch bei Sonder- und Spezialwerkzeugen für manuelle oder automatisierte Verschraubungen für die Kunden aus den Sektoren Automobilhersteller, Automobilzulieferer, Maschinen- und Anlagenbau, Bahn, Schiffbau und Luft- und Raumfahrt, weltweit. Bedingt durch die steigenden Anforderungen der kompletten Dokumentation sämtlicher Fertigungsschritte werden bis zu 100 Prozent aller getätigten sicherheits-, funktions- oder betriebsrelevanten Verschraubungen z. B. bei Bremsleitungen exakt angezogen, nachweisbar bewertet, gesichert dokumentiert und abgespeichert. Dieses erfolgt mit Hilfe von elektronischen Drehmomentschlüsseln. Als Softwarehersteller werden auch maßgeschneiderte Lösungen für die Bereiche Qualitätssicherung; Schraub-/Prozesstechnik und Prozessdatenverarbeitung erstellt.
Der Produktionsstandort war Solingen.